# حدود مصر
حدود مصر، هي الحدود السياسية الدوليّة لجمهورية مصر العربية مع جيرانها، والتي تتضمن حدوداً بريّة وبحريّة. وقد تغيّرت تلك الحدود من وقت لآخر مع التطورات السياسية داخل مصر أو مع جيرانها.
يحدّ مصر من الشمال البحر المتوسط، ومن الشرق قطاع غزة وإسرائيل وخليج العقبة والبحر الأحمر، بينما يحدها ليبيا من الغرب، والسودان من الجنوب.

## الحدود البرية
في 29 نوفمبر 2014، أصدر عبد الفتاح السيسي رئيس جمهورية مصر العربية قراراً جمهورياً بتحديد المناطق الحدودية والقواعد المنظمة لها، بهدف تأمين الحدود الغربية والجنوبية والشرقية للبلاد. ويخول القرار الجمهوري للقوات المسلحة المصرية فقط مسئولية حراسة الحدود السياسية للجمهورية، ويحدد القواعد الخاصة بالمناطق المحظور التواجد فيها بالنسبة للأفراد ووسائل الانتقال فوق أو تحت الأرض، وكذا القواعد الخاصة بتواجد أبناء المحافظات الحدودية في تلك المناطق، وقواعد تنظيم وجود الأجانب والمصريين غير المقيمين في المناطق المحظورة، على أن تقوم القوات المسلحة باتخاذ كافة الإجراءات والتدابير لمواجهة المخالفين لقواعد التواجد.